# Grand Prix Formule 1 van Abu Dhabi 2023
De Grand Prix Formule 1 van Abu Dhabi 2023 werd verreden op 26 november op het Yas Marina Circuit op het eiland Yas. Het was de tweeëntwintigste en laatste race van het seizoen.

## Vrije trainingen

### Uitslagen
- Enkel de top vijf wordt weergegeven.

| Vrije training 1 | Pos. | Nr. | Coureur          | Constructeur               | Tijd     |
| ---------------- | ---- | --- | ---------------- | -------------------------- | -------- |
| Vrije training 1 | 1    | 63  | George Russell   | Mercedes                   | 1:26.072 |
| Vrije training 1 | 2    | 34  | Felipe Drugovich | Aston Martin-Mercedes      | 1:26.360 |
| Vrije training 1 | 3    | 3   | Daniel Ricciardo | AlphaTauri-Honda RBPT      | 1:26.433 |
| Vrije training 1 | 4    | 77  | Valtteri Bottas  | Alfa Romeo-Ferrari         | 1:26.453 |
| Vrije training 1 | 5    | 18  | Lance Stroll     | Aston Martin-Mercedes      | 1:26.631 |
| Vrije training 2 | Pos. | Nr. | Coureur          | Constructeur               | Tijd     |
| Vrije training 2 | 1    | 16  | Charles Leclerc  | Ferrari                    | 1:24.809 |
| Vrije training 2 | 2    | 4   | Lando Norris     | McLaren-Mercedes           | 1:24.852 |
| Vrije training 2 | 3    | 1   | Max Verstappen   | Red Bull Racing-Honda RBPT | 1:24.982 |
| Vrije training 2 | 4    | 77  | Valtteri Bottas  | Alfa Romeo-Ferrari         | 1:25.024 |
| Vrije training 2 | 5    | 11  | Sergio Pérez     | Red Bull Racing-Honda RBPT | 1:25.112 |
| Vrije training 3 | Pos. | Nr. | Coureur          | Constructeur               | Tijd     |
| Vrije training 3 | 1    | 63  | George Russell   | Mercedes                   | 1:24.418 |
| Vrije training 3 | 2    | 4   | Lando Norris     | McLaren-Mercedes           | 1:24.513 |
| Vrije training 3 | 3    | 81  | Oscar Piastri    | McLaren-Mercedes           | 1:24.810 |
| Vrije training 3 | 4    | 23  | Alexander Albon  | Williams-Mercedes          | 1:24.929 |
| Vrije training 3 | 5    | 16  | Charles Leclerc  | Ferrari                    | 1:25.099 |

Testcoureurs in vrije training 1:

 Felipe Drugovich (Aston Martin Aramco-Mercedes) reed in plaats van Fernando Alonso. Hij reed een tijd van 1:26.360 en werd daarmee tweede.

 Robert Shwartzman (Ferrari) reed in plaats van Charles Leclerc. Hij reed een tijd van 1:26.703  en werd daarmee achtste.

 Frederik Vesti (Mercedes) reed in plaats van Lewis Hamilton. Hij reed een tijd van 1:26.815 en werd daarmee twaalfde.

 Jack Doohan (Alpine-Renault) reed in plaats van Esteban Ocon. Hij reed een tijd van 1:26.865  en werd daarmee dertiende.

 Théo Pourchaire (Alfa Romeo-Ferrari ) reed in plaats van Zhou Guanyu. Hij reed een tijd van 1:27.093 en werd daarmee veertiende.

 Patricio O'Ward (McLaren-Mercedes)reed in plaats van Lando Norris . Hij reed een tijd van 1:27.114 en werd daarmee vijftiende.

 Jake Dennis (Red Bull Racing-Honda RBPT) reed in plaats van Max Verstappen. Hij reed een tijd van 1:27.208 en werd daarmee zestiende.

 Isack Hadjar (Red Bull Racing-Honda RBPT) reed in plaats van Sergio Pérez. Hij reed een tijd van 1:27.244 en werd daarmee zeventiende.

 Zak O'Sullivan (Williams-Mercedes) reed in plaats van Alexander Albon . Hij reed een tijd van 1:27.460 en werd daarmee achttiende.

 Oliver Bearman (Haas-Ferrari) reed in plaats van Nico Hülkenberg. Hij reed een tijd van 1:27.569 en werd daarmee twintigste.

## Kwalificatie
Max Verstappen behaalde de tweeëndertigste pole position in zijn carrière.
| Pos.                   | Nr. | Coureur          | Constructeur               | Kwalificatietijden | Kwalificatietijden | Kwalificatietijden | Grid  |
| Pos.                   | Nr. | Coureur          | Constructeur               | Q1                 | Q2                 | Q3                 | Grid  |
| ---------------------- | --- | ---------------- | -------------------------- | ------------------ | ------------------ | ------------------ | ----- |
| 1                      | 1   | Max Verstappen   | Red Bull Racing-Honda RBPT | 1:24.160           | 1:23.740           | 1:23.445           | 1     |
| 2                      | 16  | Charles Leclerc  | Ferrari                    | 1:24.459           | 1:23.969           | 1:23.584           | 2     |
| 3                      | 81  | Oscar Piastri    | McLaren-Mercedes           | 1:24.487           | 1:24.278           | 1:23.782           | 3     |
| 4                      | 63  | George Russell   | Mercedes                   | 1:24.337           | 1:24.013           | 1:23.788           | 4     |
| 5                      | 4   | Lando Norris     | McLaren-Mercedes           | 1:24.368           | 1:23.920           | 1:23.816           | 5     |
| 6                      | 22  | Yuki Tsunoda     | AlphaTauri-Honda RBPT      | 1:24.286           | 1:24.207           | 1:23.968           | 6     |
| 7                      | 14  | Fernando Alonso  | Aston Martin-Mercedes      | 1:24.501           | 1:24.131           | 1:24.084           | 7     |
| 8                      | 27  | Nico Hülkenberg  | Haas-Ferrari               | 1:24.425           | 1:24.213           | 1:24.108           | 8     |
| 9                      | 11  | Sergio Pérez     | Red Bull Racing-Honda RBPT | 1:24.209           | 1:24.116           | 1:24.171           | 9     |
| 10                     | 10  | Pierre Gasly     | Alpine-Renault             | 1:24.600           | 1:24.078           | 1:24.548           | 10    |
| 11                     | 44  | Lewis Hamilton   | Mercedes                   | 1:24.437           | 1:24.359           |                    | 11    |
| 12                     | 31  | Esteban Ocon     | Alpine-Renault             | 1:24.565           | 1:24.391           |                    | 12    |
| 13                     | 18  | Lance Stroll     | Aston Martin-Mercedes      | 1:24.405           | 1:24.422           |                    | 13    |
| 14                     | 23  | Alexander Albon  | Williams-Mercedes          | 1:24.298           | 1:24.439           |                    | 14    |
| 15                     | 3   | Daniel Ricciardo | AlphaTauri-Honda RBPT      | 1:24.461           | 1:24.442           |                    | 15    |
| 16                     | 55  | Carlos Sainz jr. | Ferrari                    | 1:24.738           |                    |                    | 16    |
| 17                     | 20  | Kevin Magnussen  | Haas-Ferrari               | 1:27.764           |                    |                    | 17    |
| 18                     | 77  | Valtteri Bottas  | Alfa Romeo-Ferrari         | 1:24.788           |                    |                    | 18    |
| 19                     | 24  | Zhou Guanyu      | Alfa Romeo-Ferrari         | 1:25.159           |                    |                    | 19    |
| Q1 107% tijd: 1:30.051 |     |                  |                            |                    |                    |                    |       |
| —                      | 2   | Logan Sargeant   | Williams-Mercedes          | Geen tijd          |                    |                    | 20 *1 |

*1 Logan Sargeant zette geen tijd neer tijdens Q1 maar mocht van de stewards wel aan de wedstrijd deelnemen.

## Wedstrijd
Max Verstappen behaalde de vierenvijftigste Grand Prix-overwinning in zijn carrière.
| Pos.         | Nr. | Coureur          | Constructeur               | Rondes | Tijd / Oorzaak Uitval | Grid | Punten |
| ------------ | --- | ---------------- | -------------------------- | ------ | --------------------- | ---- | ------ |
| 1            | 1   | Max Verstappen   | Red Bull Racing-Honda RBPT | 58     | 1:27:02.624           | 1    | 26 S   |
| 2            | 16  | Charles Leclerc  | Ferrari                    | 58     | +17.993               | 2    | 18     |
| 3            | 63  | George Russell   | Mercedes                   | 58     | +20.328               | 4    | 15     |
| 4            | 11  | Sergio Pérez     | Red Bull Racing-Honda RBPT | 58     | +21.453 *1            | 9    | 12     |
| 5            | 4   | Lando Norris     | McLaren-Mercedes           | 58     | +24.284               | 5    | 10     |
| 6            | 81  | Oscar Piastri    | McLaren-Mercedes           | 58     | +31.487               | 3    | 8      |
| 7            | 14  | Fernando Alonso  | Aston Martin-Mercedes      | 58     | +39.512               | 7    | 6      |
| 8            | 22  | Yuki Tsunoda     | AlphaTauri-Honda RBPT      | 58     | +43.088               | 6    | 4      |
| 9            | 44  | Lewis Hamilton   | Mercedes                   | 58     | +44.424               | 11   | 2      |
| 10           | 18  | Lance Stroll     | Aston Martin-Mercedes      | 58     | +55.632               | 13   | 1      |
| 11           | 3   | Daniel Ricciardo | AlphaTauri-Honda RBPT      | 58     | +56.229               | 15   |        |
| 12           | 31  | Esteban Ocon     | Alpine-Renault             | 58     | +1:06.373             | 12   |        |
| 13           | 10  | Pierre Gasly     | Alpine-Renault             | 58     | +1:10.360             | 10   |        |
| 14           | 23  | Alexander Albon  | Williams-Mercedes          | 58     | +1:13.184             | 14   |        |
| 15           | 27  | Nico Hülkenberg  | Haas-Ferrari               | 58     | +1:23.696             | 8    |        |
| 16           | 2   | Logan Sargeant   | Williams-Mercedes          | 58     | +1:27.791             | 20   |        |
| 17           | 24  | Zhou Guanyu      | Alfa Romeo-Ferrari         | 58     | +1:29.422             | 19   |        |
| 18 †         | 55  | Carlos Sainz jr. | Ferrari                    | 57     | DNF                   | 16   |        |
| 19           | 77  | Valtteri Bottas  | Alfa Romeo-Ferrari         | 57     | +1 ronde              | 18   |        |
| 20           | 20  | Kevin Magnussen  | Haas-Ferrari               | 57     | +1 ronde              | 17   |        |
| formula1.com |     |                  |                            |        |                       |      |        |

S Max Verstappen reed voor de dertigste keer in zijn carrière een snelste ronde en behaalde hiermee een extra punt.

*1 Sergio Pérez eindigde de wedstrijd als tweede maar kreeg een tijdstraf van vijf seconden voor het veroorzaken van een botsing met Lando Norris.

† Uitgevallen maar wel geklasseerd omdat er meer dan 90% van de race-afstand werd afgelegd.

## Eindstanden wereldkampioenschap
Betreft de eindstand van het wereldkampioenschap in 2023.

### Coureurs
| Pos. | Nr. | Coureur          | Constructeur               | Punten |
| ---- | --- | ---------------- | -------------------------- | ------ |
| 1    | 1   | Max Verstappen   | Red Bull Racing-Honda RBPT | 575    |
| 2    | 11  | Sergio Pérez     | Red Bull Racing-Honda RBPT | 285    |
| 3    | 44  | Lewis Hamilton   | Mercedes                   | 234    |
| 4    | 14  | Fernando Alonso  | Aston Martin-Mercedes      | 206    |
| 5    | 16  | Charles Leclerc  | Ferrari                    | 206    |
| 6    | 4   | Lando Norris     | McLaren-Mercedes           | 205    |
| 7    | 55  | Carlos Sainz jr. | Ferrari                    | 200    |
| 8    | 63  | George Russell   | Mercedes                   | 175    |
| 9    | 81  | Oscar Piastri    | McLaren-Mercedes           | 97     |
| 10   | 18  | Lance Stroll     | Aston Martin-Mercedes      | 74     |
| 11   | 10  | Pierre Gasly     | Alpine-Renault             | 62     |
| 12   | 31  | Esteban Ocon     | Alpine-Renault             | 58     |
| 13   | 23  | Alexander Albon  | Williams-Mercedes          | 27     |
| 14   | 22  | Yuki Tsunoda     | AlphaTauri-Honda RBPT      | 17     |
| 15   | 77  | Valtteri Bottas  | Alfa Romeo-Ferrari         | 10     |
| 16   | 27  | Nico Hülkenberg  | Haas-Ferrari               | 9      |
| 17   | 3   | Daniel Ricciardo | AlphaTauri-Honda RBPT      | 6      |
| 18   | 24  | Zhou Guanyu      | Alfa Romeo-Ferrari         | 6      |
| 19   | 20  | Kevin Magnussen  | Haas-Ferrari               | 3      |
| 20   | 40  | Liam Lawson      | AlphaTauri-Honda RBPT      | 2      |
| 21   | 2   | Logan Sargeant   | Williams-Mercedes          | 1      |
| 22   | 21  | Nyck de Vries    | AlphaTauri-Honda RBPT      | 0      |

### Constructeurs
| Pos. | Constructeur               | Punten |
| ---- | -------------------------- | ------ |
| 1    | Red Bull Racing-Honda RBPT | 860    |
| 2    | Mercedes                   | 409    |
| 3    | Ferrari                    | 406    |
| 4    | McLaren-Mercedes           | 302    |
| 5    | Aston Martin-Mercedes      | 280    |
| 6    | Alpine-Renault             | 120    |
| 7    | Williams-Mercedes          | 28     |
| 8    | AlphaTauri-Honda RBPT      | 25     |
| 9    | Alfa Romeo-Ferrari         | 16     |
| 10   | Haas-Ferrari               | 12     |